# The Stone Poneys
The Stone Poneys (ook The Stone Poneys With Linda Ronstadt) waren een folkrocktrio, geformeerd in Los Angeles, bestaande uit Linda Ronstadt op zang, Bobby Kimmel op ritmegitaar en zang en Kenny Edwards op leadgitaar. Hun opnamen bevatten Ronstadts eerste hit, een cover van Different Drum van Michael Nesmith. Zelfs in dit vroege stadium presenteerde Ronstadt al haar uitvoeringen van een eclectische mix van songs, vaak van ondergewaardeerde songwriters, waarvoor een breed scala aan achtergrondmuzikanten nodig was. De band bracht de drie albums The Stone Poneys, Evergreen, Volume 2 en Linda Ronstadt, Stone Poneys and Friends, Vol. III uit. Alle drie de albums werden in de jaren 1990 in de Verenigde Staten opnieuw uitgebracht op cd-formaat. De eerste twee albums zijn in 2008 opnieuw uitgebracht in Australië.

## Bezetting
Voormalige leden
- Linda Ronstadt (zang)
- Bobby Kimmel (zang, ritmegitaar)
- Kenny Edwards (leadgitaar)
- Shep Cooke (zang, gitaar, basgitaar)
- Kit Alderson (zang, keyboards, gitaar)

- John Forsha (gitaar)
- John Ware (drums)
- John Keski (basgitaar)
- Herb Steiner (steelgitaar)
- Bill Martin (drums)

## Geschiedenis

### Vroege ontmoetingen
Linda Ronstadt ontmoette Bobby Kimmel voor het eerst in 1960 tijdens optredens in en rond Tucson, Arizona met haar oudere broer Peter en oudere zus Suzi (onder de naam The Three Ronstadts). De drie Ronstadts voegden zich bij Kimmel en de lokale banjospeler Richard Saltus, die lokaal optrad als The New Union Ramblers. Kimmel, die zes jaar ouder was dan Linda, was onder de indruk van de sterke stem en het enthousiasme van de veertienjarige. Hij verhuisde rond 1961 naar Zuid-Californië en schreef regelmatig aan Linda om hem tijdens haar middelbare schooljaren bij Catalina High te vergezellen. Kimmel had Kenny Edwards al kort voor Linda's aankomst in Los Angeles ontmoet en was er bevriend mee en ze waren samen begonnen met het schrijven van folkrocknummers.

### De oprichting van de band
Na het verlaten van Tucson's Catalina High School en het afronden van een semester aan de Universiteit van Arizona, besloot Linda Ronstadt in december 1964 naar Los Angeles te verhuizen om zich bij Bobby Kimmel aan te sluiten en een band te vormen. De band werd teruggebracht tot een trio dat zichzelf The Stone Poneys noemde. Hun (verkeerd gespelde) naam kwam van het nummer The Stone Pony Blues uit 1929 van deltablues-zanger Charley Patton (ook bekend als Pony Blues). De band werd ontdekt door een paar leidinggevenden uit de muziekindustrie tijdens het repeteren in het soulfoodrestaurant Olivia's, gelegen in Ocean Park, een gemeenschap tussen Venice Beach en Santa Monica. Olivia's stond bekend om zijn eten en klantenkring, waaronder The Doors. In 1965 namen ze het nummer So Fine van Johnny Otis op en nog een aantal andere. Mike Curb, die op dat moment voor Mercury Records werkte, produceerde de sessies. De platenmaatschappij wilde dat ze de naam van de band veranderden in The Signets en surfmuziek zongen, maar het trio ervoor koos dit niet te doen.
In plaats daarvan werden The Stone Poneys een toonaangevende attractie in het clubcircuit van Los Angeles, waarbij Ronstadt meestal op het podium stond in een minirok en op blote voeten. Ze werkten in intieme clubs zoals The Troubadour in Hollywood, waar ze openden voor muzikanten als Odetta en Oscar Brown jr., The Insomniac in Hermosa Beach, waar ze vaak optraden met The Chambers Brothers en The Bitter End in Greenwich Village. Op een avond in The Troubadour vertelde Herb Cohen, de eerste manager van de band, aan Kimmel voor Ronstadt: Nou, ik kan je zangeres laten opnemen, maar ik weet niets van de rest van de groep. Linda Ronstadt noemde dit het begin van het einde, hoewel dit gebeurde nog voordat ze getekend hadden bij Capitol Records en Ronstadt stond erop dat ze niet zou opnemen zonder de band. The Stone Poneys ontbonden kort tijdens deze periode en Cohen probeerde Ronstadt in contact te brengen met Frank Zappa om een demo te maken, en ook met Jack Nitzsche, maar er gebeurde niets (zij en Zappa - die beiden in deze tijd door Cohen werden geleid, zou later een radiocommercial maken voor elektrische scheerapparaten van het merk Remington die door het bedrijf werd afgewezen).

### Platencontract
Na de nieuwe formatie van The Stone Poneys stelde Cohen Linda, Kenny en Bobby voor aan Nick Venet (ook bekend als Nik Venet) in The Troubadour. Venet contracteerde de band in de zomer van 1966 bij Capitol Records. Ronstadt herinnert zich de ondertekening: Capitol wilde me als solo, maar Nick overtuigde hen ervan dat ik er niet klaar voor was, dat ik me zou ontwikkelen. Het was waar. In een artikel uit eind 1966 in Billboard besprak Venet de oprichting van het nieuwe platenlabel FolkWorld onder Capitol, specifiek om folkrockartiesten te promoten. Hoewel het FolkWorld-concept nooit werd gerealiseerd, werden The Stone Poneys de hoofdact in de stal van folkrockartiesten, die Venet in deze periode contracteerde en produceerde.
De drie albums van The Stone Poneys zijn geproduceerd door Nick Venet. De oorspronkelijke nummers van de band werden toegeschreven aan Bob Kimmel en Kenny Edwards, hoewel latere heruitgaven van de cd de naam van Edwards van de meeste vermeldingen verwijderden. BMI's website schrijft nu alle oorspronkelijke Kimmel-Edwards liedjes alleen toe aan Kimmel, wat resulteert in Back Home, de enige songwriting-erkenning van Edwards bij The Stone Poneys. Het eerste album, simpelweg The Stone Poneys genoemd, was meer folk dan rock en bevatte relatief weinig zang van Ronstadt. Het kreeg weinig aandacht. De band viel opnieuw kort uit elkaar tussen de eerste twee albums, maar zoals verteld door Kenny Edwards, vertelde Nick Venet de band: We kunnen nog een plaat maken, we kunnen dit laten gebeuren. Als we hier iets mee gaan doen, moeten we iets maken dat commercieel klinkt en op de radio komt.

### Hitnummer en verdere nadruk
Voor het tweede album Evergreen, Volume 2 waren de nummers meer een rockstemming en Linda kreeg een vaste plaats als leadzangeres, met slechts af en toe een harmoniezang. Het album bevat het enige hitnummer Different Drum. De oorspronkelijke opname van The Stone Poneys van Different Drum was vrij gelijkaardig aan de opgenomen versie van The Greenbriar Boys van hun album Better Late than Never!, maar zoals Kenny Edwards zich herinnert: Toen nam Nik Venet een soort leidinggevende positie in en zei: Dit kan een hit worden en we moeten een soort arrangeur het laten regelen. Niemand van ons heeft dus echt op de plaatversie daarvan gespeeld. (Een live uitvoering van Different Drum in de eerdere stijl blijft echter bestaan). De oorspronkelijke albumversie van Different Drum uit 1967 had een iets langere looptijd (2:46) vanaf de enkele bewerking (2:35), als gevolg van een herhaling van de klavecimbelonderbreking in het midden van het nummer. Alle versies van het nummer die na die tijd opnieuw zijn uitgegeven, zijn de enige bewerking geweest, hoewel ze worden vermeld met de langere looptijd.
Dit was niet het enige exemplaar van de mannelijke bandleden die uit de opnamestudio werden gedrongen. Ironisch genoeg was Back on the Street Again een van de weinige nummers op het tweede album met harmoniezang, een duet van Linda Ronstadt en songwriter Steve Gillette (hoewel Linda's stem duidelijk bovenaan stond). Gillette herinnert zich uit de sessie: Hier was een handgemeen en wat lawaai net buiten de deur. Toen we hem openden, was er een trieste en voor sommigen huilerige scène waarin duidelijk werd dat Kenny [Edwards] en Bobby [Kimmel] niet op de hoogte waren gesteld van de sessie en er indirect van hadden gehoord en vol woede opdaagden bij het verraad. Capitol probeerde echt de band op te splitsen.
Het succes van Different Drum betekende het effectieve einde van The Stone Poneys als band: Bijna onmiddellijk begonnen ze bekend te worden als Linda Ronstadt en The Stone Poneys. Ook, in tegenstelling tot de andere 45's, die uitsluitend onder de naam van de band waren uitgebracht, bevatte de Different Drum-single ook in kleine letters: Met Linda Ronstadt. Edwards herinnert zich: Vanuit het oogpunt van de platenmaatschappij wilden ze Linda onmiddellijk als soloartiest pushen. En eerlijk gezegd groeide Linda's smaak in songs echt weg van wat Bobby schreef. Dus er was een spontane groei naar haar als soloartieste. Een reeks clubdata in de Verenigde Staten volgde ter ondersteuning van het tweede album. Ronstadt herinnert zich de opening voor de Paul Butterfield Blues Band in Cafe Au Go Go in Greenwich Village als een van haar ergste ervaringen met de band: Hier werden we door het hipste element in New York afgewezen als kreupel. We gingen uit elkaar. We konden elkaar niet aanzien.

### Opkomst van een ster
Tijdens het werk aan het derde album van de band, begin 1968, vertrok Kenny Edwards naar India. Nadat Different Drum de hitlijsten had bereikt, verzamelden Bob Kimmel en Linda Ronstadt nog wat muzikanten en begonnen de opnieuw geformeerde The Stone Poneys te toeren met The Doors. Frontman Jim Morrison van The Doors hield niet van Ronstadt. Na deze tournee verliet Kimmel ook de band. Linda Ronstadt ging speels vooruit en begon, eigenlijk als een soloartieste, de controle over haar carrière te nemen. Ze verzamelde meer geavanceerd materiaal voor het nieuwe album, waaronder drie nummers van Tim Buckley, die opvallende stukken op dat album zouden worden. Tim woonde vroeger in een huis waar ik ook woonde, en we trokken allebei in en uit, dat wil zeggen, we bleven daar afwisselend. Het was het huis waarover hij schreef in Morning Glory, dat ik The Hobo noem. Dat was het vluchtige huis. Buckley behoorde tot de groepsfoto die op de achterkant van het derde album verscheen.
Hoewel hun laatste album nog steeds op naam van de band lijkt te staan, is de albumnaam Linda Ronstadt, Stone Poneys and Friends, Vol. III doelbewust vaag, zonder een specifieke artiestennaam. Zelfs de twee singles van het album werden onder verschillende namen uitgebracht, hoewel Linda Ronstadt nu de last had van het Capitol-opnamecontract.

### Latere personificaties
Eind 1967 begon Linda Ronstadt muzikanten te werven om te helpen in de studio en onderweg. Een van de eersten was Shep Cooke, een oude vriend uit Tucson. Hij had de uitnodiging van Ronstadt om twee keer bij The Stone Poneys te komen (in 1966 en ook begin 1967) al afgewezen. Toen ze hem eind 1967 opnieuw vroeg, zei hij: Iets zei me dat ik beter niet voor de derde keer zou weigeren. Different Drum steeg in de hitlijsten en ik kon niet weigeren. Dus trad ik in november 1967 toe tot The Stone Poneys. Een ander lid van The Stone Poneys was Kit Alderson, die later Joaquin Phoenix en Reese Witherspoon zou helpen trainen in respectievelijk de gitaar en autoharp voor hun werk in de biografische film Walk the Line van Johnny Cash/June Carter Cash. In november 1968 noemde een andere groep muzikanten zichzelf de Stone Poneys. Aansluiting bij Ronstadt vonden gitarist John Forsha - die ook sessiespeler was op de eerste twee albums van de band - drummer John Ware, bassist John Keski, steelgitarist Herb Steiner en drummer Bill Martin.
Puristen zouden kunnen beweren dat deze Stone Poneys niet de echte band waren, maar alleen muzikanten voor Linda Ronstadt. Ze werden echter nog steeds aangekondigd als The Stone Poneys en veel muzikanten beschouwen zichzelf nog steeds als ex-Stone Poneys. Shep Cooke herinnert zich liefdevol zijn tijd met de band: We repeteerden als een gek, voltooiden het derde Stone Poney-album, toerden het hele land door gedurende 2½ maand, speelden in Joey Bishop's en Johnny Carson's tv-shows, werden gek van gebrek aan slaap en afscheid van het gezelschap (na het laatste optreden eind 1968) redelijk goede vrienden, maar een beetje gedesillusioneerd over de grote tijd. Er was nooit een 'Tonight Show' optreden van The Stone Poneys uitgezonden. Linda verscheen voor het eerst in de talkshow 's avonds laat in 1969. Haar tweede optreden was pas in 1983.

### Na de ontbinding
Ondanks het ontbreken van grote hits werd Linda Ronstadt steeds bekender na het succes van Different Drum en in 1969 ging ze officieel solo met haar album Hand Sown ... Home Grown. Vanaf het midden van de jaren 1970 nam Kenny Edwards echter ongeveer 10 jaar op en toerde met Linda. In 2007 kwam Linda Ronstadt weer in contact met Bob Kimmel in Tucson en zong harmoniezang op een van Kimmels nummers, Into the Arms of Love, die op een cd stond die dat jaar door zijn nieuwe band BK Special werd uitgebracht.

## Albums en singles

### Officiële Capitol-publicaties
Op de eerste twee albums zijn de meeste nummers geschreven door Bob Kimmel en Kenny Edwards. Onder leiding van producent Nik Venet en Capitol nam de band in het najaar van 1966 hun eerste album The Stone Poneys op, dat in januari 1967 werd uitgebracht. Het album valt op door zijn precieze, krachtige stemmen. De enige echte single Sweet Summer Blue And Gold van de schijf kreeg geen airplay en kon zich niet plaatsen in de hitlijsten. (Het eerste album is nu vooral bekend onder de naam van de heruitgave van 1975, The Stone Poneys featuring Linda Ronstadt). Het tweede album Evergreen, Volume 2 werd uitgebracht in juni 1967. Op dit album zong Linda Ronstadt op bijna alle nummers. De uitzondering was het titelnummer, dat een psychedelisch rockgevoel heeft. Kenny Edwards was de zanger van Part One, terwijl Part Two een instrumentaal nummer was met fijn sitarwerk (ook van Edwards).
De band scoorde pay dirt met Different Drum van Michael Nesmith (geschreven en auteursrechtelijk beschermd in 1965 voordat Nesmith bij The Monkees kwam), de tweede 45" (na One for One) van het nieuwe album. De versie van de band van Different Drum bereikte de Billboard pophitlijst op 11 november 1967 en bleef 17 weken lang in de Billboard Hot 100 met een piek op #13. Het nummer bereikte ook #12 in de Cash Box-enquête. Het nummer is sindsdien een hoofdbestanddeel op de oldieradio en blijft een van de meest populaire opnamen van Linda Ronstadt. Het moederrecord steeg in de belangrijkste albumlijst van Billboard naar #100 en bleef een respectabele 15 weken in die hitlijsten.
Hun derde album heette Linda Ronstadt, Stone Poneys and Friends, Vol. III (uitgebracht in april 1968). Op dit moment promootte Capitol Linda Ronstadt in plaats van de band en alleen Linda's foto stond op de cover. Net als zijn voorganger had het album twee singles: Up To My Neck In High Muddy Water/Carnival Bear (uitgebracht onder de naam Linda Ronstadt and the Stone Poneys) die op #93 bleef steken in de Hot 100 en Some of Shelly's Blues/Hobo (uitgebracht onder de naam Stone Poneys, Met Linda Ronstadt) die, net als het album, niet in de hitlijst kwam. Some of Shelly's Blues was een ander nummer van Michael Nesmith. Het album eindigde met het nummer Stoney End van Laura Nyro, dat een toepasselijke naam bleek te hebben (hoewel het nummer niet voor The Stone Poneys was geschreven).

### SingleSo Fine
Nadat Different Drum een hit werd, haalde Mike Curb de twee opnamen So Fine en Everybody Has His Own Ideas, die hij in 1965 had geproduceerd, terug en besloot ze in 1968 uit te brengen als 45er op zijn label Sidewalk, een dochteronderneming van Capitol. De single werd uitgebracht zonder medeweten van Capitol - of Mercury trouwens, die had betaald voor de opnamesessie. De leidinggevenden van platenmaatschappijen bij Capitol waren begrijpelijkerwijs woedend en de single werd onmiddellijk van de markt gehaald. Zo is deze schijf een van de zeldzaamste Linda Ronstadt-verzamelobjecten geworden, die maar liefst $144 opbracht (in een eBay-veiling van 2007).

### Heruitgaven
In de vroege jaren 1970 gaf het platenlabel Pickwick een licentie voor verschillende nummers van The Stone Poneys van hun Capitol-albums. Vijf van deze nummers zijn opgenomen als Side 2 op het dubbel-verzamelalbum Back on the Street Again, met Side 1 bestaande uit vijf nummers van David Clayton-Thomas, die afkomstig zijn van soloalbums die hij aan het opnemen was, terwijl deze diende als de leadzanger van Blood, Sweat & Tears. Afgezien van het titelnummer en Different Drum, zijn de Stone Poneys-nummers op dit album relatief obscure nummers, die in de loop der jaren nauwelijks zijn verschenen op de verzamelalbums Song About the Rain, I've Got to Know (ook bekend als I'd Like to Know) en New Hard Times van Ronstadt. Blijkbaar iets later bracht Pickwick Stoney End uit onder de naam Linda Ronstadt & The Stone Poneys. Het enige nummer op beide Pickwick-albums is Different Drum. De andere nummers op dit album zijn voornamelijk bekende nummers als One for One en Some of Shelly's Blues, evenals hun opname van de klassieker Let's Get Together uit de jaren 1960. (Het album werd uitgebracht na de succesvolle heruitgave van de versie door The Youngbloods in 1969).
In 1974, voorafgaand aan het uitbrengen van Heart Like A Wheel, bracht Capitol de Linda Ronstadt-compilatie Different Drum uit, die vijf Stone Poney-nummers en vijf nummers van Ronstadts eerste drie soloalbums bevatte. Afgezien van het titelnummer, waren de vier nummers van The Stone Poneys geremixte nummers van het derde album van The Stone Poneys, allemaal met Ronstadt solo: Hobo, Up To My Neck In High Muddy Water, Some Of Shelly's Blues en Stoney End. Acht jaar na het uitbrengen van het eerste album van de band (in maart 1975), werd het opnieuw uitgegeven door Capitol onder de naam The Stone Poneys featuring Linda Ronstadt, als resultaat van het multi-platina succes, dat Linda Ronstadt had in 1974-1975 als solo artiest met het #1 album Heart Like A Wheel. De lijst met nummers in de heruitgave benadrukte de drie solo-optredens van Ronstadt (ze zong ook solo op één couplet in een vierde nummer dat niet zo geïdentificeerd was). Als gevolg hiervan was het grotendeels onbekende eerste album van The Stone Poneys in de jaren 1970 en 1980 op velerlei gebied verkrijgbaar dan de daaropvolgende albums met de bekendere nummers van de band.
In 1995 bracht Capitol de drie Stone Poneys-albums kort uit als individuele cd-publicaties. Deze publicaties zijn binnen enkele jaren uit de catalogus verwijderd. In 2008 bracht het Australische label Raven The Stone Poneys uit, de 27-nummerige cd two-fer met de eerste twee Stone Poneys-albums plus vier nummers van hun derde album. Linda Ronstadt heeft in de loop der jaren vele malen ontevredenheid geuit over de arrangementen van de drie Stone Poneys-albums, maar Capitol heeft voortdurend geld verdiend met heruitgaven van het vroege materiaal in talloze configuraties. Naast hun hit Different Drum zijn verschillende van de andere Stone Poneys-nummers door de jaren heen ook op Linda Ronstadts compilatiealbums Hobo, Some of Shelly's Blues en Stoney End verschenen

### Niet uitgebracht materiaal
De nu verwijderde Linda Ronstadt Box Set bevatte de eerste publicatie van Everybody Has His Own Ideas naast de originele 45. Anders was de enige Stone Poneys-muziek die op cd beschikbaar was, de nummers op de originele drie albums, waardoor veel nummers zoals Carnival Bear zijn achtergebleven van een single uit 1968 die nooit op een van de albums verscheen, zonder enig probleem beschikbaar. Zelfs de drie fragmenten van het nummer die het derde album openen - die in totaal amper 1½ minuut duren - zijn nooit opnieuw uitgebracht als volledige nummers.

## Discografie

### Singles
- 1967: Sweet Summer Blue and Gold
- 1967: One for One
- 1967: Different Drum
- 1968: Up to My Neck in Muddy Water
- 1968: Some of Shelly's Blues

### Albums
- 1967: The Stone Poneys (lp, Capitol Records)
- 1967: Evergreen, Volume 2 (lp, Capitol Records)
- 1968: Linda Ronstadt, Stone Poneys and Friends, Vol. III (lp, Capitol Records)

### Promotionele singles
- 1967: So Fine (single zonder album)